# سوخ (رود)
سوخ {{ازبکی|Sokh) یک رود است که در ازبکستان و قرقیزستان واقع شده‌است.